# Projekt Riese

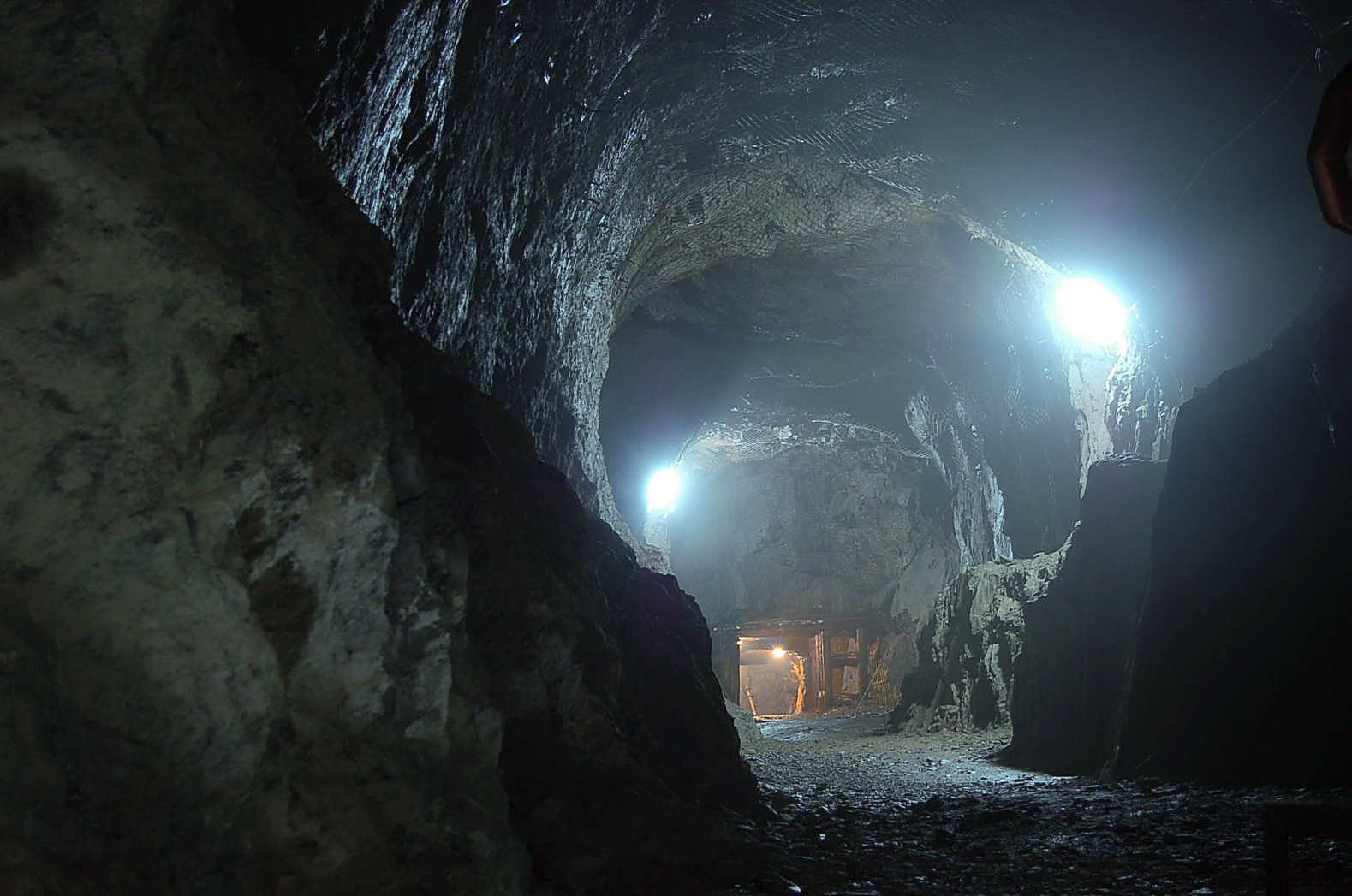
Stollen des Projekts Riese

Das Projekt Riese bezeichnet mehrere Stollensysteme aus der Zeit des Zweiten Weltkrieges. Es liegt im Mittelgebirgsmassiv um die Säuferhöhen (Osówka) und Wolfsberg im schlesischen Eulengebirge nahe Wüstewaltersdorf, heute Walim in Polen.

## Struktur
Der Komplex besteht aus mehreren Einzelanlagen. Die heute bekannten Stollensysteme befinden sich im Auffahrzustand, Teile des Kammersystems besitzen einen fertigen Innenausbau aus Beton. Es wird davon ausgegangen, dass die Anlage im Eulengebirge als Führerhauptquartier und Ersatz zur bekannten Wolfsschanze dienen sollte. Hinweise dafür sind in einer Akte des Architekten Siegfried Schmelcher unter dem Namen Geheime Reichssache 91/44 verfasst. Von hier aus sollten die Operationen im Osten geführt werden.
Die Anlagen in Säuferwasser/Säuferhöhen, Wolfsberg und Dorfbach (Rzeczka) sind touristisch erschlossen und im Rahmen von Führungen begehbar. Die Stollen unter Schloss Fürstenstein (ca. 30 km von Wüstewaltersdorf entfernt) werden ebenfalls zum Komplex gerechnet. Wegen der Verwendung als seismologische Station ist eine Besichtigung im Rahmen von Führungen nur teilweise möglich.
Die Größe der Anlage lässt sich nach vorliegenden Plänen wie folgt erklären: Für das Führerhauptquartier (FHQ), Oberkommando des Heeres (OKH), Oberkommando der Luftwaffe (OKL) sowie den Reichsaußenminister und den Reichsführer SS waren unterirdische Wohn- und Arbeitsquartiere geplant. Weiterhin sollten unterirdische Unterkünfte für Sicherheits- und Unterstützungskräfte entstehen. Geplant war ebenfalls eine unterirdische Industrieanlage (siehe Mittelbau-Dora). Bis August 1945 sollte so eine gigantische, bombensichere, unterirdische Großanlage entstehen. Kosten waren mit 130 Millionen Reichsmark angesetzt. Die Größe der gesamten Anlage des Projekt Riese sollte 194.232 m² betragen, die Bunkeranlage für das FHQ war mit 5.000 m² Fläche bemessen. Die Baupläne für Riese wurden vermutlich vernichtet. Daher ist eine genaue Rekonstruktion aus heutiger Sicht nicht mehr möglich.

## Geschichte
Zu Beginn des Zweiten Weltkrieges und des Überfalls auf Polen im Jahr 1939 gab es im schlesischen Eulengebirge noch keine Schutzvorrichtungen für die militärische Führung und die Regierung. Laut Zeitzeugen wurden Gebiete um Wolfsberg bereits 1938 gesperrt. Im September 1943 wurde mit dem Rüstungsminister Albert Speer die Baumaßnahme zum FHQ im Eulengebirge besprochen, und bereits im Oktober 1943 wurde in großem Umfang die Bautätigkeit unter Leitung der Schlesischen Industriegemeinschaft AG aufgenommen. Im April 1944 übernahm die Organisation Todt die Bauleitung. Zur Realisierung dieses Bauvorhabens wurden Arbeitslager (AL) des nahe gelegenen Konzentrationslagers Groß-Rosen gegründet und bis zu 20.000 Häftlinge eingesetzt.
Es wurden ca. 5.000 Häftlinge ermordet.

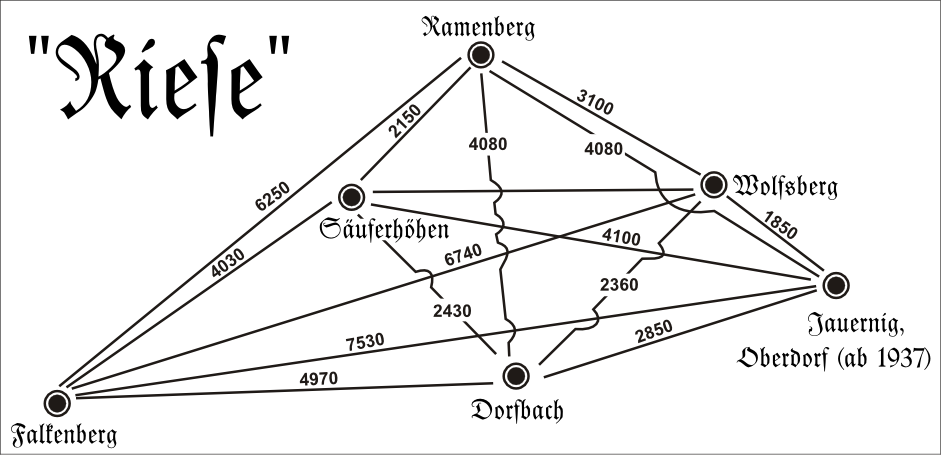
Entfernung in Metern zwischen verschiedenen Komplexen des Projekts Riese

Da dieses Projekt der höchsten Geheimhaltungsstufe unterlag, veränderte es auch in hohem Maße die Lebensumstände der heimischen Bevölkerung, die sich in den dort ausgewiesenen Sperrzonen teilweise auch nur eingeschränkt bewegen konnte. Vielen am Bau des Projektes beteiligten Privatfirmen und der umliegend wohnenden Bevölkerung war der Zweck der Bauvorhaben nicht bekannt, so dass vor allem über zwei Versionen, eine unterirdische Rüstungsproduktion oder ein weiteres Führerhauptquartier, spekuliert wurde.
Baupläne von Riese gelten immer noch als verschollen, wobei 2011 eine Reihe neuer Publikationen (bisher nur auf Polnisch erhältlich) den Stand der Forschung dokumentiert, die vor allem im Frühjahr und Sommer 2011 einer breiten Öffentlichkeit in mehreren Veranstaltungen vorgestellt wurden.
Im August 2015 gab es die Meldung, dass man im Umfeld des Projektes Riese in etwa 70 m Tiefe einen verschütteten Zug aus der NS-Zeit geortet habe, den sogenannten Gold-Zug von Wałbrzych, es wurden jedoch keine Beweise veröffentlicht und auch kein Zug gefunden.
Auch in der modernen Populärkultur taucht die Anlage auf, beispielsweise als Level des "Zombie"-Modus im Ego-Shooter Call of Duty: World at War, wo sie den Namen Der Riese trägt.

## Bisher bekannte Anlagen
| Anlage               | Bemerkungen                                                 | Lage       | Grundriss |
| -------------------- | ----------------------------------------------------------- | ---------- | --------- |
| Zamek Książ          | ehemals: Schloss Fürstenstein; touristisch erschlossen      | Lage       |           |
| Rzeczka              | ehemals: Dorfbach; 3 Stollen touristisch erschlossen        | Lage       |           |
| Włodarz              | ehemals: Wolfsberg; 4 Stollen touristisch erschlossen       | Lage       |           |
| Ludwikowice Kłodzkie | ehemals: Mölke; 1 Stollen touristisch erschlossen           | Lage       |           |
| Osówka               | ehemals: Säuferhöhen; 3 Stollen touristisch erschlossen     | Lage       |           |
| Sokolec              | ehemals: Falkenberg; nicht touristisch erschlossen          | Lage, Lage |           |
| Jugowice             | ehemals: Hausdorf (Oberdorf); nicht touristisch erschlossen | Lage       |           |
| Soboń                | ehemals: Ramenberg; nicht touristisch erschlossen           | Lage       |           |
| Głuszyca             | ehemals: Wüstegiersdorf; nicht touristisch erschlossen      | Lage       |           |

Die Baumaßnahmen wurden mit Zwangsarbeitern durchgeführt, zum einen mit Kriegsgefangenen aus unten aufgeführten Gemeinschaftslagern (GL), sowie mit Gefangenen des Konzentrationslagers Groß-Rosen, die auf mehrere Arbeitslager (AL) aufgeteilt waren, die nahe den einzelnen Bauprojekten lagen:
| Bezeichnung              | Ort                | Lage | Nutzungsperiode         |
| ------------------------ | ------------------ | ---- | ----------------------- |
| GL I Wüstewaltersdorf    | Walim              | Lage | Nov 1943 – Mai 1945     |
| GL II Dörnhau            | Kolce              | Lage | Nov 1943 – Mai 1945     |
| GL III Wüstegiersdorf    | Głuszyca           | Lage | Nov 1943 – Mai 1945     |
| GL IV Oberwüstegiersdorf | Głuszyca Górna     | Lage | Nov 1943 – Mai 1945     |
| GL V Tannhausen          | Jedlinka           | Lage | Mär 1944 – Mai 1945     |
| AL Dörnhau               | Dörnhau            | Lage | Jun 1944 – Mai 1945     |
| AL Erlenbusch            | Olszyniec          | Lage | Mai 1944 – Mai 1945     |
| AL Falkenberg            | Sowina             | Lage | Apr 1944 – Feb 1945     |
| AL Fürstenstein          | Książ              | Lage | Mai 1944 – Feb 1945     |
| AL Kaltwasser            | Zimna Woda         | Lage | Aug 1944 – Dez 1944     |
| AL Lärche                | Soboń              | Lage | Okt/Dez 1944 – Feb 1945 |
| AL Märzbachtal           | Potok Marcowy Duży | Lage | Apr/Jun 1944 – Feb 1945 |
| AL Säuferwasser          | Osówka             | Lage | Aug 1944 – Feb 1945     |
| AL Schotterwerk          | Głuszyca Górna     | Lage | Apr/Mai 1944 – Mai 1945 |
| AL Tannhausen            | Jedlinka           | Lage | Apr/Mai 1944 – Mai 1945 |
| AL Wolfsberg             | Wolfsberg          | Lage | Mai 1944 – Feb 1945     |
| AL Wüstegiersdorf        | Wüstegiersdorf     | Lage | Apr 1944 – Feb 1945     |
| AL Wüstewaltersdorf      | Wüstewaltersdorf   | Lage | Apr 1944–1945           |
| Zentralrevier Tannhausen | Jedlinka           | Lage | Nov 1944 – Mai 1945     |